# Прогоны
Прогоны (укр. Прогони) — село в Сосницком районе Черниговской области Украины. Население 3 человека. Занимает площадь 0,27 км².
Код КОАТУУ: 7424983003. Почтовый индекс: 16142. Телефонный код: +380 4655.

## Власть
Орган местного самоуправления — Зметневский сельский совет. Почтовый адрес: 16141, Черниговская обл., Сосницкий р-н, с. Зметнев, ул. Придеснянская, 51.